# Sertularella avrilia
Sertularella avrilia is een hydroïdpoliep uit de familie Sertulariidae. De poliep komt uit het geslacht Sertularella. Sertularella avrilia werd in 1973 voor het eerst wetenschappelijk beschreven door Watson. 